# Лычное (Коношское городское поселение)
Лычное — деревня в Коношском районе Архангельской области. Входит в состав Коношского городского поселения.

## География
Находится в юго-западной части Архангельской области на расстоянии приблизительно 23 км на восток-юго-восток по прямой от административного центра района посёлка Коноша по дороге на Тавреньгу.

## История
Деревня была отмечена на карте ещё 1794 года.

## Население
Численность населения: 4 человека (русские 100 %) в 2002 году, 0 в 2010.